# 野村真悠華
野村真悠華（1989年1月11日—）是日本的女性聲優，東京都出身。VIMS所屬。曾就讀日本播音演技研究所。

## 人物
非常喜歡貓，興趣是和寵物貓玩耍。

## 演出作品
※粗體字為主要角色。

### 電視動畫
2012年
- 偶像學園（學生）

2013年
- 襲來！美少女邪神W（女服務生）

2014年
- 喵〜麵（鹽味喵〜麵[3]）
- 精靈使的劍舞（女學生）

2015年
- 魔物娘的同居日常（蘇[4]）

2016年
- 高校艦隊（平賀）

2017年
- 咕嚕咕嚕魔法陣（女商人）

2018年
- 冷然之天秤（白鳥美由紀）

### OVA
2013年
- Rescue ME!（清水沙也加[5]）※單行本第3卷原創動畫附贈藍光光碟預約限定版

2014年
- 無邪氣樂園（春風香美）※單行本第6卷 特典DVD

### 遊戲
2011年
- 少女☆射擊（小杉寧寧子、楠木美穗、藤澤小乃梨）

2012年
- 歌之王子殿下♪ Debut
- 發現寶藏挖掘王（紅寶石、藍寶石）
- 衝吧！布魯喵俠攜帶版（小杉寧寧子）
- 輪轉惡魔（伊邪那美）

2013年
- XBLAZE CODE:EMBRYO（Es[6]）
- 天使大師（由美[7]）

2015年
- XBLAZE LOST:MEMORIES（Es[8]）
- 少女☆射擊 DOUBLE PEACE（小杉寧寧子[9]）
- 蒼翼默示錄：神觀之夢（Es）

2018年
- 天華百劍-斬（五虎退吉光）
- 蒼翼默示錄：交叉組隊戰 (Es)

2021年
- 碧藍航線（U-1206）

### 廣播
- BLUE Raji H（NICONICO動畫：2013年7月25日）
- 喵〜喵〜麵（暫定）（日本電視台 On Demand：2014年1月16日－）
- 魔物娘們的同居日常會話（音泉：2015年6月19日－）[10]

### 網路連續劇
- 靜籟之空 試練篇卡農幕間「信念相左」（少女）

## 外部連結
- 事務所公開簡歷 （页面存档备份，存于）（日語）
- 「野村真悠華」新人聲優訪談＆迷你寫真【新人聲優圖鑑】 （页面存档备份，存于） - DA VINCI新聞「動畫部」（日語）